# Deutsche Immobilien Holding
Die Deutsche Immobilien Holding AG (DIH AG) ist eine international tätige Immobiliengesellschaft und gehört zur Zech Group SE aus Bremen. Über die Gesellschaft bündelt die Gruppe alle ihre Immobilienaktivitäten. Sie ist eng verbunden mit der Bau-Gruppe des Konzerns und erwirtschaftete so im Gesamtunternehmen knapp 2,87 Mrd. Euro Umsatz im Jahr 2020.

## Geschichte
Mit Gründung im Jahre 2001 wurde ein eigener Unternehmensbereich neben der Baubranche und der Hotellerie geschaffen. Nach und nach wurde durch Neugründungen und Übernahmen auszugsweise folgende Unternehmen der Holding hinzugefügt:  Zech Immobilien GmbH und Phoenix Real Estate Development GmbH (2003), Art-Invest Real Estate (2010), Die Wohnkompanie (2011), Design Offices (2013) einem Anbieter für Co-Working Spaces und der Deutschen Logistik Holding GmbH & Co. KG und der BitStone Capital Management GmbH (2017).

## Geschäftsfelder
Untergliedert wird das gesamte Immobiliengeschäft in die Bereiche Gewerbeimmobilien, Wohnimmobilien, Logistikimmobilien und die Vermögensverwaltung (Fonds für dritte).